# Marpesia crethon
Marpesia crethon är en fjärilsart som beskrevs av Fabricius 1776. Marpesia crethon ingår i släktet Marpesia och familjen praktfjärilar. Inga underarter finns listade i Catalogue of Life.